# Naked Survival
Naked Survival – Ausgezogen in die Wildnis ist eine Reality-Show, bei der ein Mann und eine Frau 21 Tage nackt in der Wildnis überleben müssen. Der Sender zensiert dabei primäre Geschlechtsmerkmale.
Seit 2015 gibt es den Ableger Naked Survival XL mit sechs Männern und sechs Frauen und einer Dauer von 40 Tagen. Später ergänzte das Format Naked Survival XXL mit der Dauer von 60 Tagen, etwa in den Sümpfen Louisianas, das Spin-off-Angebot. Mit Naked Survival – Last One Standing kam 2023 ein weiteres Format hinzu.

## Inhalt
Ein Mann und eine Frau werden nackt an einem verlassenen Ort (z. B. Urwald) irgendwo auf der Welt ausgesetzt. Um die Kriterien der Sendung zu erfüllen, müssen sie mit den Mitteln der Natur Trinkwasser und Nahrung besorgen sowie einen Unterschlupf bauen und Feuer machen. Am letzten Tag müssen beide mehrere Kilometer zu einem Abholpunkt marschieren.
Beide Teilnehmer bekommen eine Umhängetasche mit einer groben Karte und einem persönlichen, hilfreichen Gegenstand. Außerdem haben sie ein drahtloses Mikrofon als Halskette, eigene Kameras und können so auch von Produktionsteam und Sanitätern beobachtet werden und Hilfe nutzen. Doch bei Nutzung dieser Hilfen ist für die Person das Abenteuer beendet.
Jede Sendung beginnt mit einer Vorstellung der Teilnehmer, der Bestimmung des „Survival Index“ (engl. Primitive Survival Rating) anhand ihrer Fähigkeiten und einem Hinweis für die Zuschauer mit heimischen gefährlichen Tieren und Pflanzen. Am Ende werden die Teilnehmer mit ihrem Anfangszustand verglichen. Dies beinhaltet ein Vorher-Nachher-Bild, den Gewichtsverlust und den neuen Survival Index.
Teilweise brechen die Teilnehmer oder die Produzenten das Experiment vorzeitig ab. Dies geschieht vor allem aus medizinischen Gründen wie Erschöpfung oder akuten Erkrankungen, seltener aus persönlichen Gründen. Vereinzelt zwingt auch das Wetter zum Abbruch.